# Magdalena Jagelke
Magdalena Jagelke (* 1974 als Magdalena Jagiełka in Środa Wielkopolska) ist eine polnische Autorin, die in Deutschland lebt und in deutscher Sprache schreibt und veröffentlicht.

## Leben und Werk
Magdalena Jagelke migrierte 1986 von Polen nach Deutschland. Die Eindeutschung ihres Namens zu Jagelke erfolgte 1989. Sie hat Amerikanistik studiert und danach einen Master der Bibliotheks- und Informationswissenschaft erlangt. Sie schreibt Lyrik und Prosa, experimentiert aber auch mit Zwischenformen. Ihre Texte sind in zahlreichen Anthologien (z. B. Jahrbuch der Lyrik 2011) und Literaturzeitschriften (z. B. Außer.dem, DUM, macondo) veröffentlicht. Ihre Texte wurden 2010 für den Lyrikpreis München nominiert. 2013 erhielt sie das Darmstädter Merck-Stipendium. 

## Einzelpublikationen
- Todesmär. Mückenschwein, Stralsund 2012, ISBN 978-3-936311-94-5.
- Sich in Polen einen Bob schneiden lassen. CULTURBOOKS, Hamburg 2015, ISBN 978-3-944818-75-7 (E-Book).